# 黒田有彩
黒田 有彩（くろだ ありさ、本名同じ、1987年10月29日 - ）は、日本のタレント。株式会社アンタレス代表取締役。PDエアロスペース株式会社企画渉外担当。兵庫県神戸市出身。神戸市立鷹取中学校、兵庫県立長田高等学校、お茶の水女子大学理学部物理学科卒業。

## 略歴
- 中学2年生の時「21世紀の国連と日本の役割」という主題の作文コンクールに入賞[5]。その特典として、NASAを訪れたことがある[6]。その約1年前には、WWFジャパンの第9回全国中学生・高校生作文コンクール「かけがえのない地球を大切に」で、最優秀賞を受賞している（作文の題名は「森はなくなった」）。さらに、中学3年の時には「第3回サイエンスビジョンコンテスト（主催は読売新聞社）」の中学生の部で作文の優秀賞を受賞している（題名は「20××年　セイバーZ　誕生!」）。
- 2006年4月、お茶の水女子大学理学部物理学科に入学。2011年3月に同大学を卒業。卒論のテーマは「背景重力波からわかる宇宙のインフレーション」[7]。
- 大学1年の春、池袋でスカウトされ芸能界入り[8]。2009年4月、『キャンパスナイトフジ』のキャンパスナイターズに抜擢され[9]、翌年2010年3月の放送終了までレギュラー出演[10]。
- 大学3年の時に宇宙航空研究開発機構（JAXA）の宇宙飛行士募集に応募したが実務経験など募集要項を満たさず不合格[8]。
- 2011年2月、『ミスFLASH2011』グランプリを受賞する[11][注 1][注 2]。同年8月、「ミスFLASH2011」出場者で結成された『G☆Girls』に参加[注 3]。
- 2012年以降、リケジョ（理系女子）タレントとして活動開始[15]。
- 2015年9月30日をもって、所属事務所だったソニー・ミュージックアーティスツを退社し[16]、同年10月からはフリーで活動[17]。
- 2016年11月、個人事務所兼宇宙関連のプロジェクトを行う、株式会社アンタレスを設立[18]。2018年6月25日よりacaliに所属[19]。
- 2017年4月より文部科学省国立研究開発法人審議会 宇宙航空研究開発機構部会 臨時委員に就任。
- 2020年4月1日、YouTubeチャンネル『黒田有彩もウーチュー部』を開設し、定期的に宇宙に関する動画を投稿する。
- 2021年7月、内閣府の進めるムーンショット型研究開発制度のムーンショットアンバサダーに就任[20]。

## 人物
- 兄が2人いる[21]。
- 趣味・特技は、ダンス。小さなころから“隠れ目立ちたがり屋“であった[8]。
- 書道は十段[12][7]。
- キャンパスナイトフジの番組内ではいじられキャラであり、春日俊彰（オードリー）のお気に入りメンバーだったため、絡むことが多かった。2009年12月に番組内で24時間マラソンを完走。
- 一度は宇宙飛行士の夢をあきらめたが、宇宙飛行士・山崎直子に「これからは"伝える人"が宇宙に行く時代」と教えられ志を改めた[6]。宇宙飛行士には実務経験が求められるが、「宇宙の魅力を発信すること」を実務経験と掲げ、将来的なJAXA宇宙飛行士の受験を目指している[22]。
- 2004年、現役時代の大学入試センター試験では数学で200点満点を獲得した。また、ニコニコ生放送「センター試験解いてみた！」で解いた2015年度のセンター物理でも100点満点を獲得した。
- 2017年にレーシック手術を受け、0.07から1.5以上に視力を回復させている[23]。

## 出演

### 地上波テレビ

#### レギュラー出演
- キャンパスナイトフジ（2009年4月10日 - 2010年3月19日、フジテレビ）※キャンパスナイターズ[9][10]
- お笑い図鑑 ハマヌキ（2009年10月6日 - 2010年4月1日、tvk）※二代目アシスタント
- シューイチ（2012年4月1日 - 2014年3月30日、日本テレビ）※シューイチガール
- 高校講座 物理基礎（2013年4月17日 - 2017年3月1日、NHK Eテレ）※番組MC[24]
- BSコンシェルジュ（NHK[注 4]）
 ※2015年4月24日 - 2016年3月25日は2015年度司会[注 5]
 ※2016年9月23日・11月25日は代理司会[注 6]
- ハッカテン  （読売テレビ）
  - season1 - 2016年3月25日・4月3日はゲスト。
  - season2 - 2016年7月24日・8月5日はレギュラーゲスト。
  - season3 - 2016年9月30日・10月7日はレギュラーゲスト。
  - 未来のフェス！チームラボジャングル - 2016年12月29日

#### ドラマ出演
- つながりファンタジー いつも!ガリゲル（2012年3月、読売テレビ）※番組内のミニドラマ「せつない」 - 夏希 役
- 大河ドラマ「平清盛」 第32回「百日の太政大臣」（2012年8月19日、NHK総合）
- 最高の離婚 第10話（2013年3月14日、フジテレビ）
- もこみちのMIDNIGHT KITCHEN（2014年2月27日 - 3月20日、日本テレビ） - 番組アシスタントプロデューサー・吉地明子 役
- 連続テレビ小説「まれ」 第20週「男たちのウィークエンド」（2015年8月14日、NHK総合） - 音楽番組司会者 役[25]

#### 単発出演
- 志村&鶴瓶のあぶない交遊録11（2008年1月2日、テレビ朝日）
- 熱血!平成教育学院（2008年12月7日・2009年4月12日・9月27日、フジテレビ）
- 太田光の私が総理大臣になったら…秘書田中。（2009年10月16日、日本テレビ）※第二秘書として出演
- プライスバラエティ ナンボDEなんぼ（2009年10月31日・11月7日、関西テレビ放送）
- 日本一早く押せない早押しクイズ迷Q（2010年2月6日、日本テレビ）
- エチカの鏡（2010年3月7日、フジテレビ）※キャンパスナイターズ代表として
- 今夜もドル箱!!（2010年3月9日、テレビ東京）※ゲスト
- 爆笑そっくりものまね紅白歌合戦スペシャル（2011年3月18日、フジテレビ）[注 7][注 8]
- iCon（2011年3月21日、日本テレビ）
- ランク王国（2011年6月4日、TBS）※コーナー出演（文房具紹介） [26]
- たけしのコマ大数学科 （2011年9月26日・11月8日、フジテレビ）
- つんつべ♂（2011年11月11日・18日・25日[注 9]、TOKYO MX）※G☆Girls代表として
- ゲームの惑星 創世記（ジェネシス）（2011年12月18日、ABCテレビ）※ゲスト
- 音龍門（2012年6月4日、日本テレビ）※「朗読少女」出演
- ハマカーンのいつでもどこでも高校講座2013（2013年3月27日ほか、NHK Eテレ）※「高校講座 物理基礎」の番宣出演
- BSコンシェルジュ「宇宙博2014 NASA/JAXAの挑戦～黒田有彩」（2014年7月25日、NHK総合[注 4]、）※ゲスト
- BS（ほし）からの贈り物 年末年始はBSざんまい（2014年12月21日、NHK総合[注 10]）※リポーター
- ノーベル賞 益川・天野と林修 世界最先端科学の街（2014年12月28日、中京テレビ）※進行
- 第62回茂原七夕まつり（2016年8月13日、千葉テレビ）※レポーター
- ラッピーxブラッピー（2017年4月18日、読売テレビ）
- NHKニュースおはよう日本（2017年5月4日、NHK総合）
- ROBOCON高専ロボコン2019 中国地区大会（2019年11月17日、NHK総合）NHK広島 ※リポーター
- ネプリーグ（2022年10月24日・11月21日・2023年1月16日・30日、フジテレビ）

### BS・CS波テレビ

#### レギュラー出演（BS・CS波テレビ）
- アイドル限定サークル「ドルサー」（2006年 - 2007年、MONDO21）
- ウレスジ!（2011年7月、BS-TBS）※秘書
- 映画ちゃん（2012年4月6日 - 2013年4月5日、チャンネルNECO）※MC
  - 映画ちゃんショートムービー『Trick or Treat』（2013年4月7日、チャンネルNECO） - 塩田結 役
- IDOL REVUE MUSiC×iD[注 11]（2013年6月5日 - 2014年9月3日、BSスカパー）※MC
- MUSiC×iD Plus+[注 11]（2013年6月14日 - 2014年9月12日、100%ヒッツ!スペースシャワーTVプラス）※MC
- 銀河と鉄道の旅[注 12]（2015年7月 - 10月、鉄道チャンネル）※旅人
- 化学反応論-分子の変化と機能('17)（放送大学、教養学部放送科目）※アシスタント
- 初歩からの宇宙の科学('17)（放送大学、教養学部放送科目）※アシスタント
- 初歩からの化学('18) （放送大学、教養学部放送科目）※アシスタント
- 力と運動の物理('19) （放送大学、教養学部放送科目）※アシスタント
- 場と時間空間の物理('20) （放送大学、教養学部放送科目）※アシスタント

#### 単発出演（BS・CS波テレビ）
- 平成教育学院☆放課後（2010年9月4日・19日、BSフジ）
- Nightスプラッシュ（J：COM）
 ※2010年9月9日はゲスト
 ※2011年7月29日は「G-MARKET」メンバーとして、10月26日は「G☆Girls」メンバーとして
- 宇宙博2014 NASA・JAXAの挑戦 宇宙開発大百科（2014年7月26日、NHK BSプレミアム）[27]※MC
- コズミックフロントスペシャル ～見よ!これが日本の宇宙開発の実力だ～（2014年11月3日、NHK BSプレミアム）※ゲスト
- J:テレスタイル（2015年3月30日、J:COM）※ゲスト
- H2Bロケット「こうのとり」～種子島から宇宙へ～（2015年9月22日、スカパー!4K 総合）※レポーター
- チャンネル生回転TV ALLザップ!（2015年11月26日、BSスカパー!）※ゲストウォッチャー
- コズミックフロント☆NEXT（2016年3月3日、NHK BSプレミアム）※出演
- 放送大学特別講義「正確な時計は基礎科学を開く窓」（2016年6月5日、放送大学）
- 放送大学特別講義「ノーベル賞科学者の軌跡」Ⅰ、Ⅱ （2017年5月1日、放送大学）
- 放送大学特別講義「ブラックホール ～ばく大なエネルギーの発生源～」（2018年、放送大学）
- ”科学”からの招待状 質量とは何か？('22) （放送大学、生涯学習支援番組）※アシスタント
- "科学"からの招待状 回すと立ち上がりジャンプするゆで卵の不思議('23)（放送大学、生涯学習支援番組）※アシスタント
- "科学"からの招待状 空間と時間 ～物理学の歴史を通して～(’24) 全3回（放送大学、生涯学習支援番組）※アシスタント

### ラジオ
- 志村けんのFIRST STAGE〜はじめの一歩〜（2010年3月6日ほか、JFN系）※ゲスト出演
- サタデーキューティーナイト アイドルスタジオNo.1（2011年2月12日、ニッポン放送）※ミスFLASH2011としての出演[注 13]
- おはようスプーン（2011年2月16日、RFラジオ日本） ※ゲスト出演
- 劇団サンバカーニバル （FM-FUJI）
 ※2011年4月 - 9月は、第5期レギュラーアシスタント
 ※2011年12月10日・2012年1月21日・8月11日・2013年1月12日・2014年2月22日・2016年1月2日はゲスト出演
- GALACTICA GOLDENBALL（2011年5月6日、FM-FUJI）※ゲスト出演
- 音遊塾（2011年10月26日、FM AICHI）※G☆Girls代表として出演
- みんなで科学ラボラジオ（2012年11月23日、NHKラジオ第1放送・NHKワールド・ラジオ日本[注 14]）※ゲスト出演
- 星に願いを〜Journey To The Universe〜（2013年9月16日、TOKYO FM）※サテライトレポーター
- 東京まちかど☆天文台（2013年11月8日、TOKYO FM）※ゲスト出演
- THE BREEZE（2015年2月4日、FMヨコハマ）※ゲスト出演
- かんさい土曜ほっとタイム（2015年3月14日、NHKラジオ第1放送）※ゲスト出演
- 黒田有彩のこれから、何する?[注 15]（2016年9月12日、TOKYO FM）※パーソナリティ
- 澤本・権八のすぐに終わりますから。（2016年11月12日・11月19日、TOKYO FM）※ゲスト出演
- 夜のプレイリスト（2017年1月31日 - 2月4日、NHK FM）
- INNOVATION WORLD（2017年2月26日、J-WAVE）※ゲスト出演
- The Dave Fromm Show（2017年3月23日・3月30日、InterFM897） ※「The Road」コーナー ゲスト出演
- Tresen（、2017年4月6日 - 2018年3月29日、FMヨコハマ）※木曜レギュラー
- 東京プラネタリー☆カフェ（、2017年4月24日・4月29日、TOKYO FM）※ゲスト
- SPARK IGNITION（2017年10月 - 2022年6月、RFラジオ日本）※鈴木馨祐と共演
- 黒田有彩の宇宙行進局（2024年10月 - 、かしわプロダクション制作、福井放送・ABCラジオ・山陽放送・KBCラジオ・大分放送）[28]

### インターネット放送
- DJ Tomoaki’s Radio Show!（下北ＦＭ）
2010年3月4日・7月8日・2011年3月10日はアシスタントMCとして出演
2010年3月18日はゲストとして出演
- AKIBA18エンタメTV（2011年4月5日 - 6月28日[注 16]、あっ!とおどろく放送局）※番組MC
- 見たい!出たい!作りたい!（2011年5月7日、あっ!とおどろく放送局）
- ニコニコBOATRACE@JLC（2011年4月29日・5月29日・6月4日・6月26日・9月23日・10月10日、ニコニコ動画）
- まぐまぐTV第2弾。「好評! ホリエモンと7人の女達」（2011年6月9日、ニコニコ動画）※ゲスト
- GACKT YFC 禁級来日記者会見発表（2011年6月9日、ニコニコ動画）※司会進行（役）
- SMA祭り（あっ!とサンデーアフタヌーンLIVE[注 17]）（2011年9月 - 2012年5月 毎月第1日曜日、あっ!とおどろく放送局）
- TOKYO AFTER6（2011年9月15日、Suono Dolce）※G☆Girlsとして
- 「ニコラジ」緊急記者会見！（2011年10月1日、ニコニコ動画）※司会進行（役）
- 茂木健一郎の「脳」と言える日本（2011年12月7日、ニコニコ動画）※アシスタント
- ニコニコ春の大運動会 ドッジボールトーナメント（2012年3月20日、ニコニコ動画）※アシスタントMC
- SMA祭り復活編!（2012年8月12日、@TV〈あっとTV〉）
- 特攻隊の生き残りが語る日本の戦後、そして日本の未来！（2012年8月23日、ニコニコ動画）※アシスタント
- 月曜日はみんなにU kiss（2012年10月15日、@TV〈あっとTV〉）※ゲスト出演
- SMAの女性タレントがガールズトークします!～がタイトルがまだ決まっていません。今夜決めます!!～（2014年6月4日、ニコニコ生放送）※ゲスト出演
- センター試験解いてみた! Tehu vs モデル、博士、くろありちゃん（第2日）（2015年1月18日、ニコニコ生放送）※物理科目解答者
- 吉永賢一の「センター試験解いてみた!［物理］」の当日解説!（2015年1月19日、ニコニコ生放送）※ゲスト
- 誰でもわかる 今年のノーベル賞～生理学・医学 物理学 化学賞～【日本科学未来館×Newton×ニコ生】（ニコニコ生放送）
  - 2015年版 （2015年10月25日）※司会
  - 2016年版（2016年10月13日）※MC
- トヨタ博物館 クラシックカー・フェスティバル in 神宮外苑 生中継（2015年11月28日、ニコニコ生放送）※司会
- センター試験解いてみた! 2日目 理系アイドル vs 芸人教授・侍・ゲーム実況者（2016年1月17日、ニコニコ生放送）※三教科（数学1A・数学2B・物理）解答者
- コズミックフロント☆NEXT （2016年5月12日、NHK教育/ライブストリーミング）※ゲスト
- 日テレ「SENSORS ACADEMY」（2016年5月25日、Facebook navi）※司会
- 第27回 トヨタ博物館 クラシックカー・フェスティバル生中継（2016年5月29日、ニコニコ生放送）※司会
- ニコニコ天体観測 地球に接近中の火星を見よう2016（2016年6月1日、ニコニコ生放送）※ゲスト
- ニコニコ天体観測 ペルセウス座流星群2016を見よう（2016年8月12日、ニコニコ生放送）※ゲスト
- スーパーフェイスブック（2016年10月5日 - 、Facebook navi）※司会
- 誰でもわかる 今年のノーベル賞～生理学・医学 物理学 化学賞～（2016年10月13日、ニコニコ生放送）※MC
- TOKYO TECH STREET（2016年10月24日・11月21日、楽天FM）※2016年10月24日はゲスト、11月21日はMC
- KIBO SCIENCE 360 - A Space Experiment with Google（2016年10月26日、YouTube Live）※MC
- センター試験解いてみた 2017【2日目・数化生】（2017年1月15日、ニコニコ生放送）※ゲスト
- スピードワゴンの月曜The NIGHT（2017年7月4日・2018年3月19日、AbemaTV）

### CM

#### テレビ・ラジオ放送
- HOME'S不動産売買 中古物件講座（2009年、ネクスト）
- 人生ゲーム 「二人の花嫁」（2010年、タカラトミー）
- Honda Cars「Live Honda Cars[注 18]」（2011年1月、Honda Cars店）
- サイサン
  - Gas One（2011年 - ）
  - ウォーターワン（2011年 - ）
  - エネワン（2016年 - ）
- ソフトバンク「白戸軒」インフォマーシャル（2012年1月、ソフトバンクモバイル）
- 京都きもの友禅（2011年12月末 - 2012年2月）
- ガンダムマスターズ（2012年2月、GREE）
- イエローハット「タイヤ・オイル・バッテリー 3人篇」（2012年6月 - 2013年5月、イエローハット）
- デニーズ（2012年7月中旬 - 8月）
- SK-IIインフォマーシャル（2013年2月 - 2014年7月、P&G）※日テレ系限定CM
- エコリカ（2014年11月22日 - 12月21日）

#### WEB CM
- 「‘MIZU’-TOTOの水-（MOVIE）」（2010年8月3日 - 2011年10月[注 19]、TOTO）
- 「J：COMインフォマーシャル」（2010年12月、J:COM）

### 映画
- 「阪急電車」（2011年4月29日、東宝）

### 舞台
- 落下ガール（2011年2月3日 - 6日、渋谷区文化総合センター大和田 伝承ホール） - 三浦明子 役[注 20]
- Stranger than Paradise 〜深愛〜（2011年8月9日 - 14日、シアターグリーン） - 白鳥舞 役
- 空色ドロップ（2012年1月11日 - 15日、中野ザ・ポケット） - 樋口菊 役/樋口未来 役（二役）[注 21]
- 月下のオーケストラ（2012年4月11日 - 17日、シアターグリーン） - 福田未桂 役[注 22]
- ひまわりのソラネ（2012年7月18日 - 22日、シアターグリーン） - 奥田慶 役
- 人狼 ザ・ライブプレイングシアター（2013年1月29日 - 30日、サンモールスタジオ） - 天文学者・ルナ 役
- 落下ガール（2013年3月8日・10日 - 11日、シアターサンモール） - 三浦明子 役[注 23]
- 人狼 ザ・ライブプレイングシアター 四月公演 #04:VILLAGEⅡ（2013年4月29日、上野ストアハウス） - 天文学者・ルナ 役
- サムライカウボーイ（2013年12月19日 - 23日、中野テアトルBONBON） - 加藤ユキ 役[29]
- 桃太郎外伝～竜宮城大決戦～（2014年3月12日 - 16日、築地ブディストホール） - 白狐 役[30]
- 劇団ハーベスト 第5回公演 「反重力ガール -starting over!!-」（2014年3月29日、新宿SPACE107）※日替わりゲスト[注 24]
- RAIN（2014年4月16日 - 20日、中野ザ・ポケット） - カレント 役/カエリーナ 役（二役）
- 即興芝居×即プレビュー「potluck5」（2014年5月8日、原宿アストロホール）
- MOON SAGA -義経秘伝- 第二章（2014年8月8日 - 18日、明治座）ほか - 陽和 役[注 25][32]
- エデンズロック（2015年3月25日 - 29日、新宿村LIVE） - ジョアンナ 役
- ゲーテ先生の音楽会 ～ せんせいの恋 ～（2015年5月1日 - 5日、カフェマメヒコ宇田川町店） - 患者・アリサ 役
- アリスインプロジェクト「ヨルハ Ver. 1.1」（2015年5月27日 - 28日、新宿村LIVE） - シード 役
- なつのロケット（2015年7月7日、吉祥寺シアター） - ゲスト出演
- 即興芝居×即プレビュー「potluck8」（2015年9月1日、原宿アストロホール）
- 最高の食卓（2015年9月16日 - 20日、TACCS1179） - 近藤 役
- 解体されゆくアントニン・レーモンド建築 旧体育館の話（2016年4月7日 - 10日、高円寺 明石スタジオほか）

### ライブ
- TECHS 1（2016年10月25日）
- TECHS 2（2017年2月14日）

## リリース作品

### 書籍

#### 単行本
- 「宇宙女子」（2015年1月26日、集英社インターナショナル）ISBN 978-4-7976-7283-1
お茶の水女子大学理学部物理学科の先輩・加藤シルビア（TBSテレビアナウンサー）との共同著書。

#### 写真集
- 「最初のありさ」（2007年2月24日、彩文館出版）ISBN 978-4775601822
- 「キャンパスナイトフジ しこたま卒業アルバム」（2010年3月19日、講談社） ISBN 978-4-06-379441-0

### DVD

#### イメージDVD
| 発売日         | タイトル                   | 規格品番   | メーカー                   |
| -------------- | -------------------------- | ---------- | -------------------------- |
| 2007年2月23日  | 有彩色                     | TSDV-41111 | 竹書房                     |
| 2007年5月25日  | メビウス                   | MMR-036    | スパイスビジュアル         |
| 2010年3月19日  | FLY H!GH                   | ENFD-5205  | イーネット・フロンティア   |
| 2010年7月22日  | ふわあり - あっつぅ〜〜い! | LCDV-40429 | ラインコミュニケーションズ |
| 2010年10月27日 | 22〜ダブルピース〜         | SYD-162    | 晋遊舎                     |
| 2011年3月30日  | ミスFLASH2011 黒田有彩     | ENFD-5291  | イーネット・フロンティア   |

#### その他
1. 映画「阪急電車」（2011年10月28日、ポニーキャニオン）
2. 「怨霊映像特別篇 奇怪女子会 戦慄！ナデシコの恐怖」（2011年12月2日、マジカル）
3. 舞台「空色ドロップ」（2012年4月11日、FLYING TRIP）[注 21]
4. 舞台「月下のオーケストラ」（2012年8月10日、FLYING TRIP）[注 22]

### CD
本人名義
- 「アンタレス／Johnny B. Goode」（2017年3月8日、ANTARES）

ユニットで参加
キャンパスナイターズ
- 「エロくないのにエロく聴こえる歌 〜しこたまがんばれ!〜」（2010年3月17日、ポニーキャニオン）

G☆Girls
- 「魔法をかけてLove Me Do／SPY☆GAME」（2011年9月14日、South to North Records）

## 連載

### 雑誌
連載中
- 天文ガイド（誠文堂新光社、2016年9月号 - ）
黒田有彩の天文年鑑ガイド
黒田有彩の天文部NOW

連載終了
- 週刊大衆（双葉社、2015年1月5日発売号 - 2016年5月23日発売号）
ロト&ナンバーズ「超ペア理論」

### Webサイト
- 日本テレビ「SENSORS」（2016年5月 - ）